# Dystrophine
La dystrophine est une protéine normalement présente sous la membrane cellulaire de toutes les fibres musculaires (lisse, strié, ou cardiaque) principalement. Elle est indispensable au maintien de l'architecture cellulaire. Elle est codée par le gène DMD, situé sur le chromosome X humain.

## Expression
La dystrophine est une protéine sub-sarcolémique, présente donc en dessous des membranes cellulaires. Elle est exprimée dans les cellules musculaires lisses, striées et cardiaques, ainsi que les cellules de Purkinje et de la rétine. Elle est exprimée constitutivement dans ces cellules.
Un défaut dans l'expression de la dystrophine entraine des pathologies plus ou moins graves, dites dystrophinopathies, dont les myopathies de Duchenne et de Becker.
Le gène codant la dystrophine, DMD, est le plus long gène chez l'humain. Il est porté par le chromosome X et fait 2 300 kb. Il code un ARNm de 14 Kb. Il contient 79 exons et 7 promoteurs alternatifs : il y a donc un épissage alternatif du gène de la dystrophine conduisant à 7 isoformes différentes de la dystrophine. Chacun de ces promoteurs est exprimé différentiellement selon le type cellulaire.
La protéine en elle-même fait environ 400 KDa. Elle fixe sur son domaine N-Terminal des filaments d'actine et sur son domaine C-Terminal le complexe DAPC (Dystrophin Associated Protein Complex). Elle stabilise ce complexe par sa présence. Elle sert au maintien de l'architecture des fibres musculaires en servant de point d'ancrage à des protéines extracellulaires, et des protéines à l'intérieur du cytosquelette interne à la cellule.

## Rôle dans les myopathies
Différentes mutations peuvent apparaitre dans le gène de la dystrophine :
- des mutations aboutissant à une absence de protéine (due à une insertion, délétion créant un saut de cadre de lecture et l'apparition d'un codon stop). Dans ce cas, la protéine ne sera pas exprimée (elle sera tout de suite dégradée par le protéasome). On a alors une myopathie de Duchenne. Elle se caractérise par un affaiblissement progressif des muscles des membres et du tronc, aboutissant à une grave incapacité motrice et cardio-respiratoire, en général après l’âge de 10-13 ans. Les garçons sont les plus atteints par cette maladie. Les filles hétérozygotes pour le gène muté sont des porteuses saines, mais peuvent transmettre la maladie. Seules les filles homozygotes (portant 2 gènes mutés) pour la maladie pourraient être affectées, mais il faudrait que le père soit atteint de la maladie. C’est une maladie liée au chromosome X, à transmission récessive. Elle atteint 1 garçon sur 3 500 à la naissance ;
- des mutations donnant une protéine tronquée (donc due à une insertion ou délétion n'induisant pas de saut de cadre de lecture ou une mutation faux sens). La protéine est tronquée mais partiellement fonctionnelle. On a une myopathie de Becker.

Les mutations sur cette protéine peuvent aussi engendrer des cardiomyopathies.